# Podkarpacie Północne
Podkarpacie Północne (512) – podprowincja fizycznogeograficzna w Czechach, Polsce i na Ukrainie. Podkarpacie Północne rozciąga się między Karpatami Zachodnimi na południu a Wyżyną Małopolską na północy. 
Region stanowi obniżenie o założeniu tektonicznym i bardzo zróżnicowanej szerokości, wypełnione osadami morza mioceńskiego. Rzeźba jest tu stosunkowo monotonna, występuje szereg zbudowanych z utworów lodowcowych wysoczyzn, oddzielonych od siebie szerokimi dolinami rzecznymi. Obszar odwadniany jest przez Wisłę i przez Odrę do Morza Bałtyckiego. Miejscami zachowały się znacznie obszary leśne. Region jest dość gęsto zaludniony, szczególnie wzdłuż południowej granicy, u podnóża Karpat. 
Podprowincja dzieli się na cztery makroregiony: 
- na zachodzie, głównie na obszarze Czech, leży odwadniana przez Odrę Kotlina Ostrawska,
- dalej na wschód znajduje się odwadniana przez Wisłę Kotlina Oświęcimska,
- ku wschodowi zwęża się ona, tworząc na pograniczu Wyżyny Krakowsko-Częstochowskiej i Karpat Bramę Krakowską z licznymi zrębami wapiennymi, kontrastującymi z aluwialnym dnem doliny Wisły,
- największym makroregionem jest trójkątna Kotlina Sandomierska, której dno rozcinają karpackie dopływy Wisły – Raba, Dunajec, Wisłoka i San.